# Lhasa
Den här artikeln handlar om staden Lhasa. För den mexikansk-amerikanska sångerskan, se Lhasa de Sela.
Lhasa är den största staden och residensstaden i Tibet. Den var tidigare huvudstad för den tibetanska regeringen under Dalai Lama innan denne gick i exil i Dharamsala i Indien. Staden har omkring 257 400 invånare enligt 2004 års uppskattning och är huvudort i municipaliteten Lhasas stad på prefekturnivå. Lhasa är lokaliserad vid berget Gephels fot, vid ungefär 3 650 meters höjd över havet och är därmed en av de högst belägna städerna i världen.

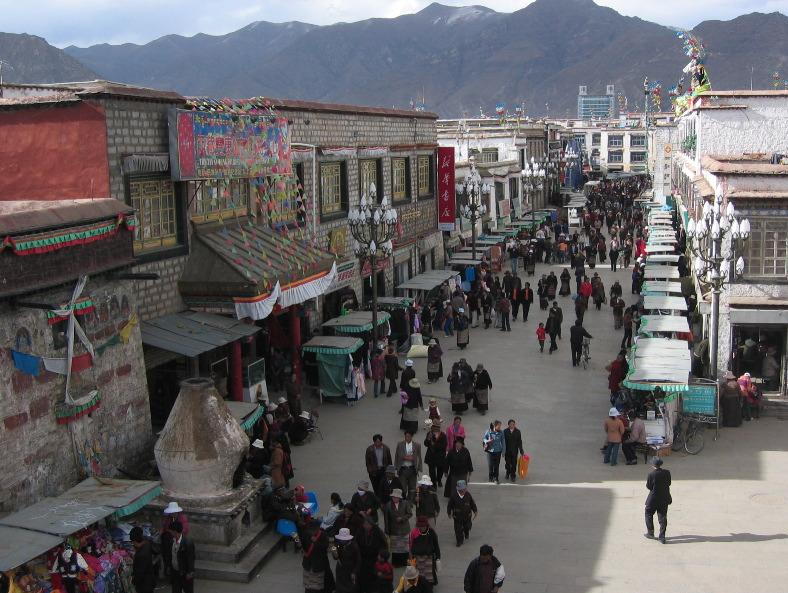
Barkhor

Lhasa betyder bokstavligen "gudarnas plats", men uråldriga tibetanska dokument och inskriptioner visar att platsen kallades "Rasa", eller "getens plats", fram till tidiga 600-talet.

## Historia
Lhasas geografiska betydelse i tidig tibetansk historia är mycket omdebatterad.
I mitten av 600-talet blev Songtsen Gampo ledare i det tibetanska imperium som vuxit till sig runt Yarlung Zangbos floddal. År 641 äktade Songtsen Gampo prinsessan Bhrikuti av Nepal och prinsessan Wen Cheng av Tangdynastin. Genom dessa giftermål konverterade han till buddhism och byggde två tempel i Lhasa för att husera två buddhastatyer som skänkts av de två prinsessorna till hans hov. Detta trots att det bör noteras att Gampos imperium var nomadiskt till naturen och att han många gånger höll hov i flyttbara tält.
Från monarkins fall fram till att den femte Dalai laman tillträdde fanns Tibets politiska centrum inte i Lhasa. Lhasas betydelse som religiös plats blev dock allt viktigare allt eftersom århundradena gick. Platsen var känd som Tibets centrum, där Padmasambhava på magiskt vis tryckte ner den kvinnliga jorddemonen genom att bygga Johkangtemplets grund över hennes hjärta.
Under tiden fram till 1400-talet hade Lhasas prominens vuxit efter att tre stora gelugpakloster byggts under ledning av Je Tsongkhapa, Seraklostret, Drepungklostret och Gandenklostret. De byggdes i en del av en puristisk buddhistisk återuppväckning. Den religiösa inriktningens vetenskapliga framsteg och politiska kunskap bidrog till att åter göra Lhasa till en viktig stad.
Den femte dalai laman, Lobsang Gyatso, erövrade Tibet och flyttade sitt administrativa centrum till Lhasa, då detta var Tibets religiösa och politiska centrum. 1645 började Potalapalatset byggas. 1648 var det vita palatset i Potala färdigt och användes som vinterpalats av dalai lama. Det röda palatset byggdes mellan 1690 och 1694. Namnen Potala kommer förmodligen av berget med samma namn. Jokhangtemplet byggdes även till under den här tiden. Även om vissa arkitektoniska detaljer i Jokhangtemplet kan dateras till 600-talet är större delen av Lhasas gamla stad från den här tiden.
Den elfte utgåvan av Encyclopædia Britannica, som publicerades mellan 1910 och 1911, definierar Lhasas totala befolkning till omkring 30 000. En folkräkning från 1854 ger dock 42 000 invånare, men det är känt att befolkningen minskade rejält efter detta.

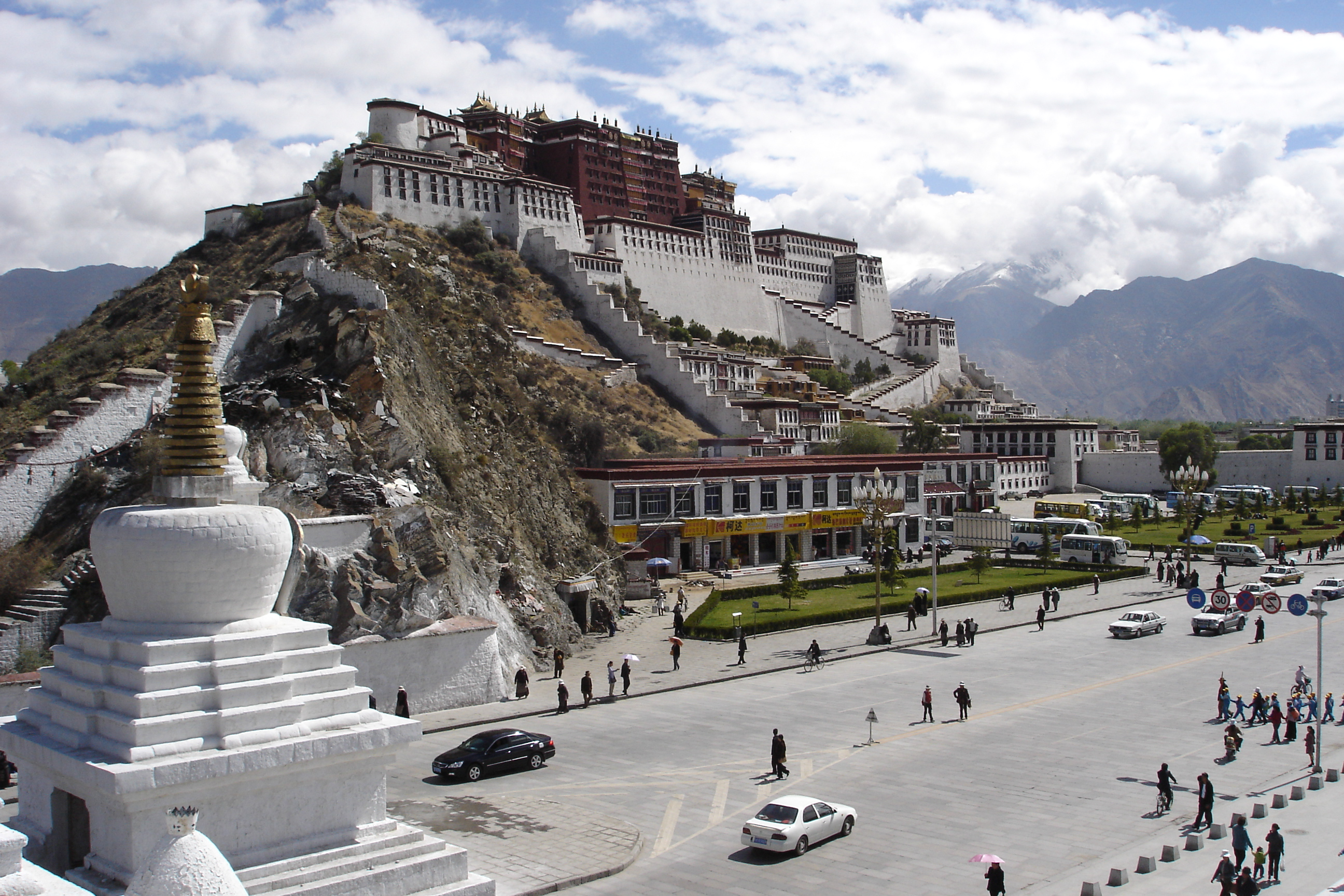
Potalapalatset, Lhasas mest kända landmärke.

Under första delen av 1900-talet gjorde flera västerländska utforskare bejublade resor till staden, bland dessa kan Francis Younghusband, Alexandra David-Néel och Heinrich Harrer nämnas. Lhasa var den tibetanska buddhismens centrum och nästan hälften av befolkningen var munkar. Befolkningen i staden beräknades till 25 000 år 1951, exklusive omkring 15 000 munkar i områdets kloster, men i och med invasionen av Tibet flydde många staden, inklusive den 14:e Dalai lama. Den sistnämnda flydde till Indien år 1959, och har sedan dess bott där.
1987-89 hölls av munkar och nunnor omfattande demonstrationer mot Kinas ockupation av staden, vilket resulterade i att den kinesiska regeringen försökte genomföra politisk omskolning i klostren. Många fick gå igenom dessa utbildningar vars syfte var att omvända tibetanerna till att "omfamna kommunismens värderingar och fördöma Dalai lama och den tibetanska självständigheten". Många munkar vägrade och skickades i fängelse, medan andra lämnade klostren och flydde till Indien för att fortsätta med sina studier.

## Geografi och klimat
Lhasa och dess prefektur täcker en yta på nära 30 000 km², stadens centrum är på 544 km².. Det bor 500 000 människor i prefekturen, varav 250 000 bor i själva staden. Lhasa är bebodd av tibetaner, hankineser och huikineser, och även många andra etniska grupper. Tibetanerna utgör dock en majoritet med 87% av befolkningen.
Staden ligger i en dalgång omgiven av berg, och ligger på 3 650 meters höjd över havet i den tibetanska platåns mitt. Bergen runtomkring är upp till 5 500 meter höga. Floden Kyi, en biflod till Brahmaputra, flyter genom staden, och floden Lhasa flyter nära staden genom de snöklädda bergen, och mynnar i Yarlung Zangbo 315 kilometer bort.
Lhasa har ett milt klimat och en årsmedeltemperatur på åtta grader Celsius. Staden åtnjuter ungefär 3 000 soltimmar årligen, och kallas därför ibland "solstaden", eftersom detta är mer än genomsnittet. Nederbörden ligger på 500 mm om året, och det regnar främst i juli, augusti och september. Regnperioderna i sommar och höst ses allmänt som årets bästa tid, då det regnar främst under natten och är soligt under dagen.
Beroende på hur man ser på Tibets politiska status innan 1950, kunde den då ses som världens högst belägna huvudstad, istället för La Paz i Bolivia som idag innehar den titeln.
Uppmätta normala temperaturer och -nederbörd i Lhasa:
|                                            | Jan  | Feb  | Mar  | Apr  | Maj  | Jun  | Jul  | Aug  | Sep  | Okt  | Nov  | Dec  |
| ------------------------------------------ | ---- | ---- | ---- | ---- | ---- | ---- | ---- | ---- | ---- | ---- | ---- | ---- |
| Normaldygnets maximitemperaturs medelvärde | 7,2  | 9,3  | 12,7 | 15,9 | 19,9 | 23,2 | 22,6 | 21,4 | 19,9 | 17,0 | 12,1 | 8,0  |
| Normaldygnets minimitemperaturs medelvärde | −9,0 | −5,8 | −2,1 | 1,5  | 5,6  | 9,8  | 10,4 | 9,7  | 7,7  | 2,0  | −4,2 | −8,2 |
|                                            |      |      |      |      |      |      |      |      |      |      |      |      |
| Nederbörd                                  | 1    | 1    | 3    | 6    | 28   | 71   | 117  | 121  | 68   | 9    | 1    | 1    |

| Diagram | temperaturer i °C • månadsnederbörd i mm | temperaturer i °C • månadsnederbörd i mm | temperaturer i °C • månadsnederbörd i mm | temperaturer i °C • månadsnederbörd i mm | temperaturer i °C • månadsnederbörd i mm | temperaturer i °C • månadsnederbörd i mm | temperaturer i °C • månadsnederbörd i mm | temperaturer i °C • månadsnederbörd i mm | temperaturer i °C • månadsnederbörd i mm | temperaturer i °C • månadsnederbörd i mm | temperaturer i °C • månadsnederbörd i mm | temperaturer i °C • månadsnederbörd i mm |
|         | 1 7 -9                                   | 1 9 -6                                   | 3 13 -2                                  | 6 16 2                                   | 28 20 6                                  | 71 23 10                                 | 117 23 10                                | 121 21 10                                | 68 20 8                                  | 9 17 2                                   | 1 12 -4                                  | 1 8 -8                                   |

## Administrativ indelning
Lhasa indelas i två stadsdistrikt och sex härad (dzong).
| Karta    | Karta          | Karta      | Karta            | Karta           | Karta                    | Karta       | Karta | Karta |
| -------- | -------------- | ---------- | ---------------- | --------------- | ------------------------ | ----------- | ----- | ----- |
|          |                |            |                  |                 |                          |             |       |       |
| Nr       | Namn           | Hanzi      | Hanyu Pinyin     | Tibetanska      | Wylie                    | Areal (km²) |       |       |
| Distrikt |                |            |                  |                 |                          |             |       |       |
| 1        | Chengguan      | 城关区     | Chéngguān qū     | ཁྲིན་ཀོན་ཆུས་       | khrin kon chus           | 525         |       |       |
| 6        | Tolun Dechen   | 堆龙德庆县 | Duīlóngdéqìng qū | སྟོད་ལུང་བདེ་ཆེན་རྫོང་ | stod lung bde chen chus  | 2 672       |       |       |
| Härad    |                |            |                  |                 |                          |             |       |       |
| 2        | Lhundrup       | 林周县     | Línzhōu xiàn     | ལྷུན་གྲུབ་རྫོང་       | lhun grub rdzong         | 4 100       |       |       |
| 3        | Damshung       | 当雄县     | Dāngxióng xiàn   | འདམ་གཞུང་རྫོང      | dam gzhung rdzong        | 10 234      |       |       |
| 4        | Nyemo          | 尼木县     | Nímù xiàn        | སྙེ་མོ་རྫོང་         | snye mo rdzong           | 3 266       |       |       |
| 5        | Chusul         | 曲水县     | Qūshuǐ xiàn      | ཆུ་ཤུར་རྫོང་        | chu shur rdzong          | 1 624       |       |       |
| 7        | Taktse         | 达孜县     | Dázī xiàn        | སྟག་རྩེ་རྫོང་        | stag rtse rdzong         | 1 361       |       |       |
| 8        | Medron Gongkar | 墨竹工卡县 | Mòzhúgōngkǎ xiàn | མལ་གྲོ་གུང་དཀར་རྫོང་ | mal gro gung dkar rdzong | 5 492       |       |       |

## Demografi
Lhasa stad har en total befolkning på 521 500 invånare, varav 257 400 bor i den urbana delen, och 264 100 på landsbygden inom prefekturen. Nästan hälften av befolkningen bor i distriktet Chengguan, som är den administrativa delen och innehåller den urbana delen av prefekturen, det vill säga själva staden.
Enligt folkräkningen från år 2000 var den etniska fördelningen i november 2000 enligt följande:
| Större etniska grupper i Lhasa efter distrikt eller härad | Större etniska grupper i Lhasa efter distrikt eller härad | Större etniska grupper i Lhasa efter distrikt eller härad | Större etniska grupper i Lhasa efter distrikt eller härad | Större etniska grupper i Lhasa efter distrikt eller härad | Större etniska grupper i Lhasa efter distrikt eller härad | Större etniska grupper i Lhasa efter distrikt eller härad | Större etniska grupper i Lhasa efter distrikt eller härad |
|                                                           | Total                                                     | tibetaner                                                 | tibetaner                                                 | hankineser                                                | hankineser                                                | övriga                                                    | övriga                                                    |
| Lhasa                                                     | 474 499                                                   | 387 124                                                   | 81,6%                                                     | 80 584                                                    | 17,0%                                                     | 6 791                                                     | 1,4%                                                      |
| --------------------------------------------------------- | --------------------------------------------------------- | --------------------------------------------------------- | --------------------------------------------------------- | --------------------------------------------------------- | --------------------------------------------------------- | --------------------------------------------------------- | --------------------------------------------------------- |
| Chengguan                                                 | 223 001                                                   | 140 387                                                   | 63,0%                                                     | 76 581                                                    | 34,3%                                                     | 6 033                                                     | 2,7%                                                      |
| Lhündrup                                                  | 50 895                                                    | 50 335                                                    | 98,9%                                                     | 419                                                       | 0,8%                                                      | 141                                                       | 0,3%                                                      |
| Damshung                                                  | 39 169                                                    | 38 689                                                    | 98,8%                                                     | 347                                                       | 0,9%                                                      | 133                                                       | 0,3%                                                      |
| Nyemo                                                     | 27 375                                                    | 27 138                                                    | 99,1%                                                     | 191                                                       | 0,7%                                                      | 46                                                        | 0,2%                                                      |
| Chusul                                                    | 29 690                                                    | 28 891                                                    | 97,3%                                                     | 746                                                       | 2,5%                                                      | 53                                                        | 0,2%                                                      |
| Tolun Dechen                                              | 40 543                                                    | 38 455                                                    | 94,8%                                                     | 1 868                                                     | 4,6%                                                      | 220                                                       | 0,5%                                                      |
| Taktse                                                    | 24 906                                                    | 24 662                                                    | 99,0%                                                     | 212                                                       | 0,9%                                                      | 32                                                        | 0,1%                                                      |
| Medron Gongkar                                            | 38 920                                                    | 38 567                                                    | 99,1%                                                     | 220                                                       | 0,6%                                                      | 133                                                       | 0,3%                                                      |

Exkluderar aktiv armépersonal.

## Landmärken och kultur

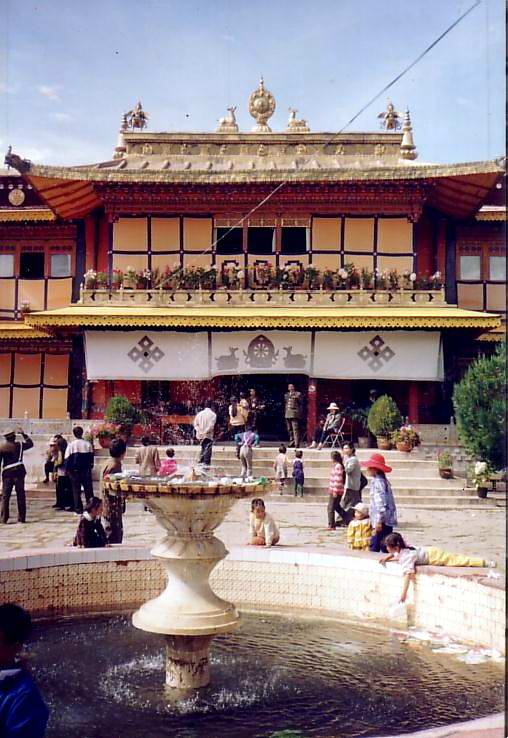
Norbulingka

I Lhasa finns många historiska platser, inklusive Potalapalatset, Jokhangtemplet, Seraklostret, Drepungklostret och Norbulingka. Många av dessa platser skadades dock under kulturrevolutionen.
Staden innehåller tre vägar omkring det heliga Johkangtemplet, som används av pilgrimer som vandrar omkring platsen av religiösa skäl. Den innersta är Nangkor, som ligger inuti templet, den i mitten är Barkor, vilken passerar genom gamla stan och omger templet och andra byggnader omkring. Den yttersta heter Lingkor och omger hela den traditionella staden. Eftersom en ny stor gata i området byggts, används Lingkor oftast inte längre av pilgrimer.
I augusti varje år hålls Shotonfestivalen, en av Tibets största traditionella festivaler som hållits sedan 600-talet.

## Turism

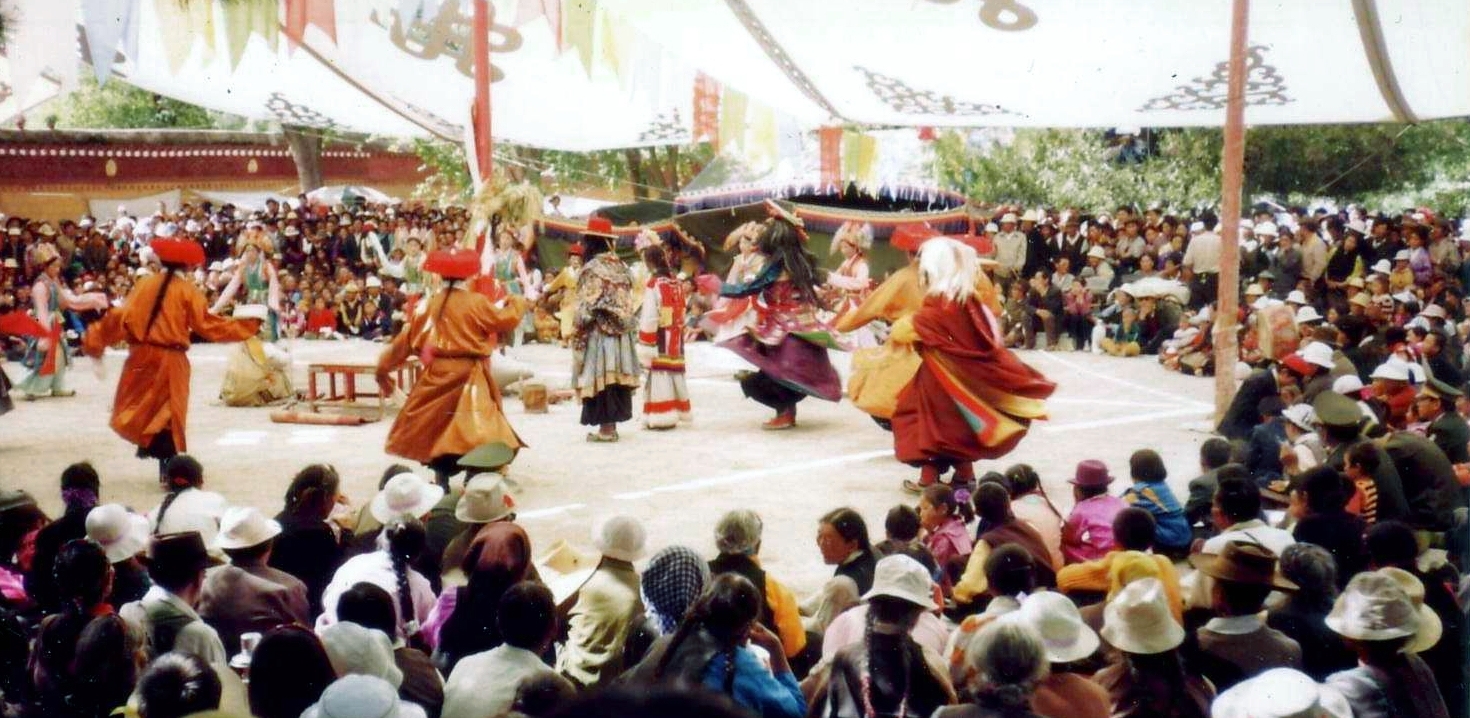
Sho dun-festivalen

Enligt regionens myndigheter besökte 1,1 miljoner människor Tibet år 2004. De kinesiska myndigheterna har en ambitiös plan vad gäller turism: att öka antalet besök till 10 miljoner om året år 2020. Besökarna väntas vara främst etniska kineser. Självständighetsivrare oroas över att detta kan leda till urholkning av den tibetanska kulturen, främst vad gäller renoveringar kring historiska platser, såsom exempelvis Potalapalatset som är ett världsarv.

## Transport
Sedan Qingzangjärnvägen byggdes har enligt journalister huspriserna i Lhasa gått upp.
Fem tåg ankommer och avgår varje dag från Lhasas järnvägsstation. Biljetterna kostar mellan 389 och 1262 yuan, baserat på komfort, och resan mellan Peking och Lhasa tar 47 timmar och 28 minuter. Det går också tåg från Chengdu, Chongqing, Lanzhou, Xining, Guangzhou och Shanghai. Till att börja med orsakade de stora höjdskillnaderna hälsoproblem, men numera pumpas extra syre in genom ventilationssystemet, och personliga syrgasmasker är också tillgängliga.
Lhasa Gonggar flygplats ligger omkring 98 kilometer syd om staden.

## Fotogalleri

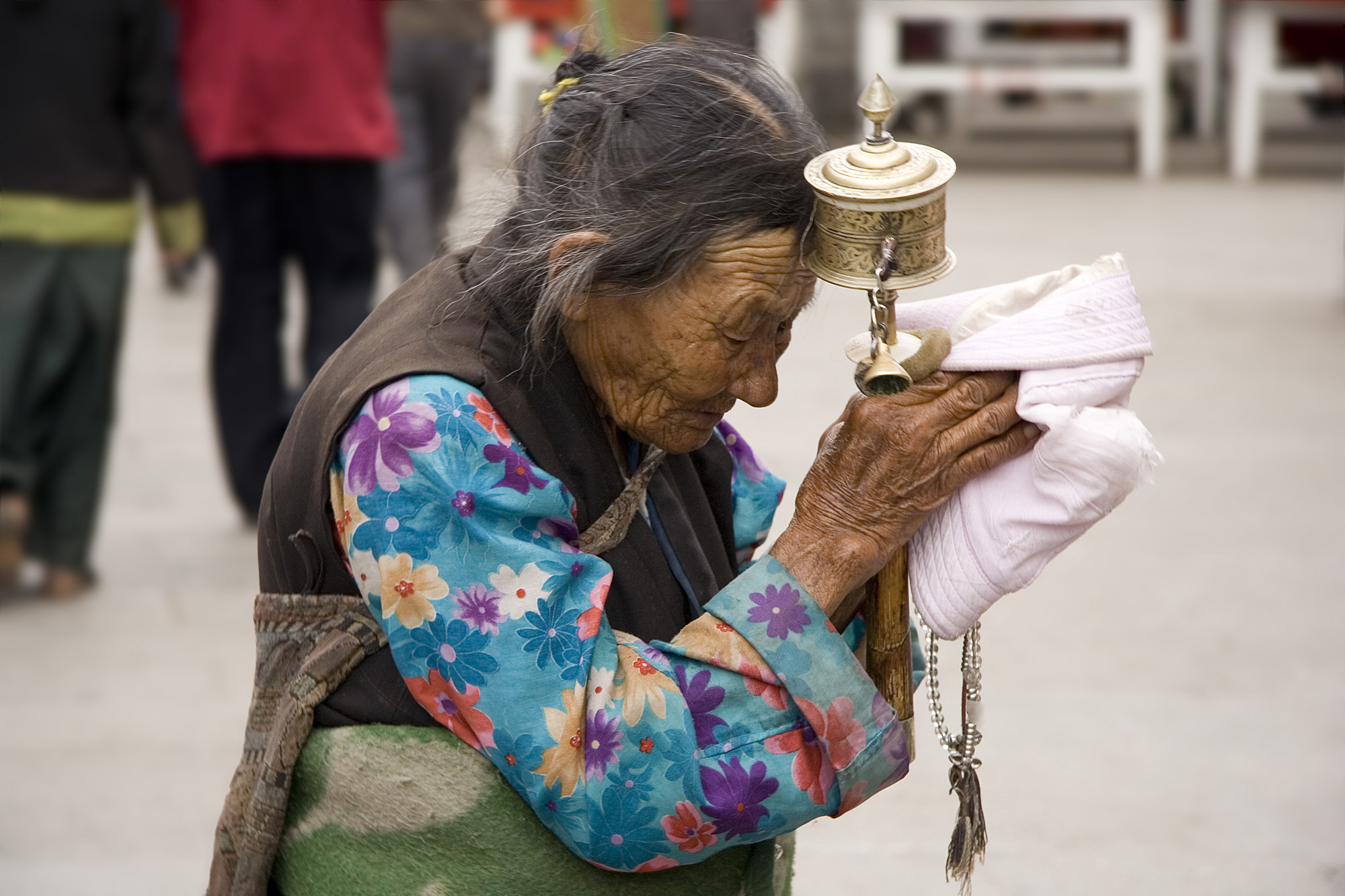
En äldre tibetansk kvinna håller i ett bönehjul på en gata i Lhasa
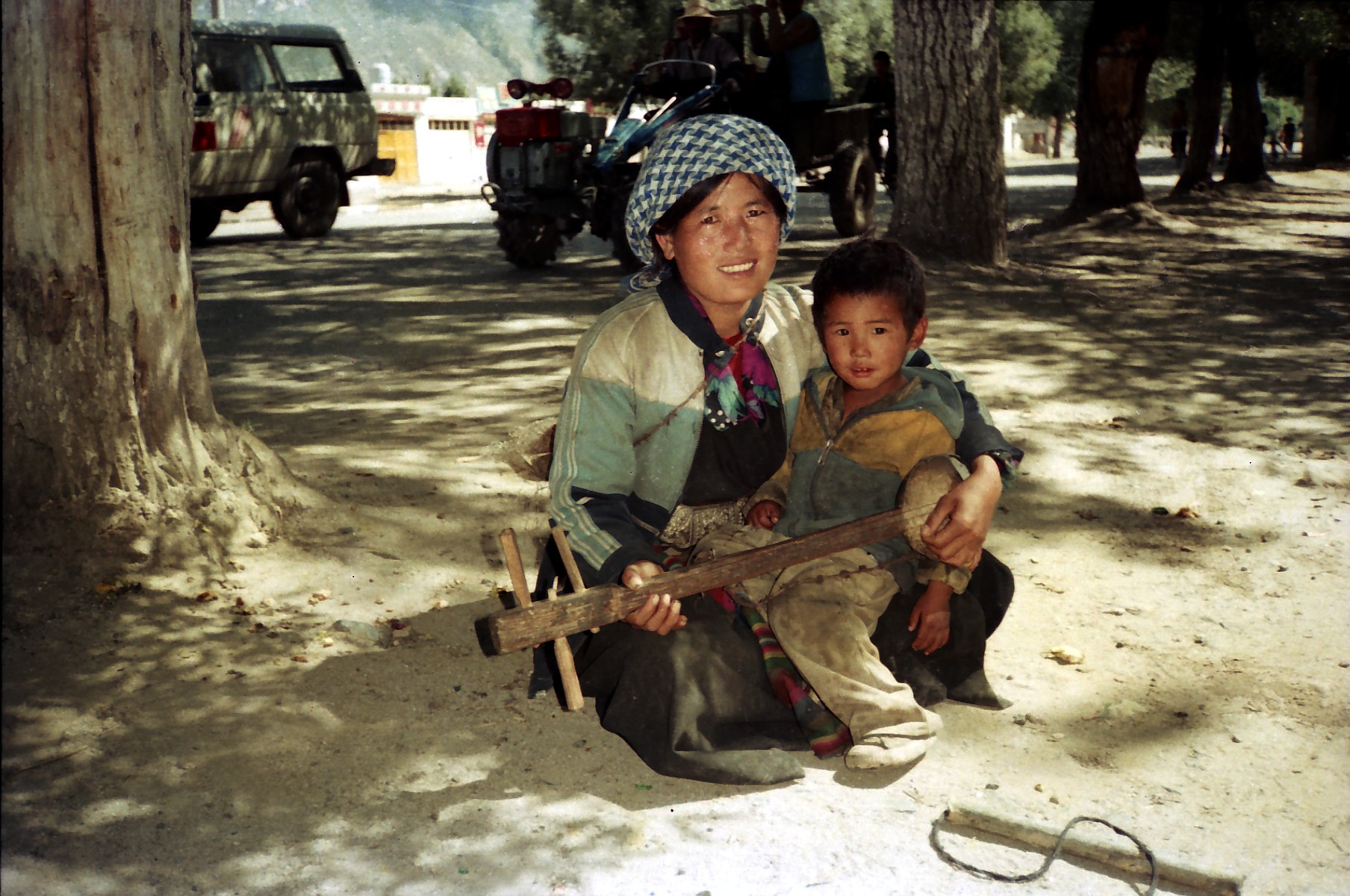
En kvinna leker med sin son i Lhasa, 1993.
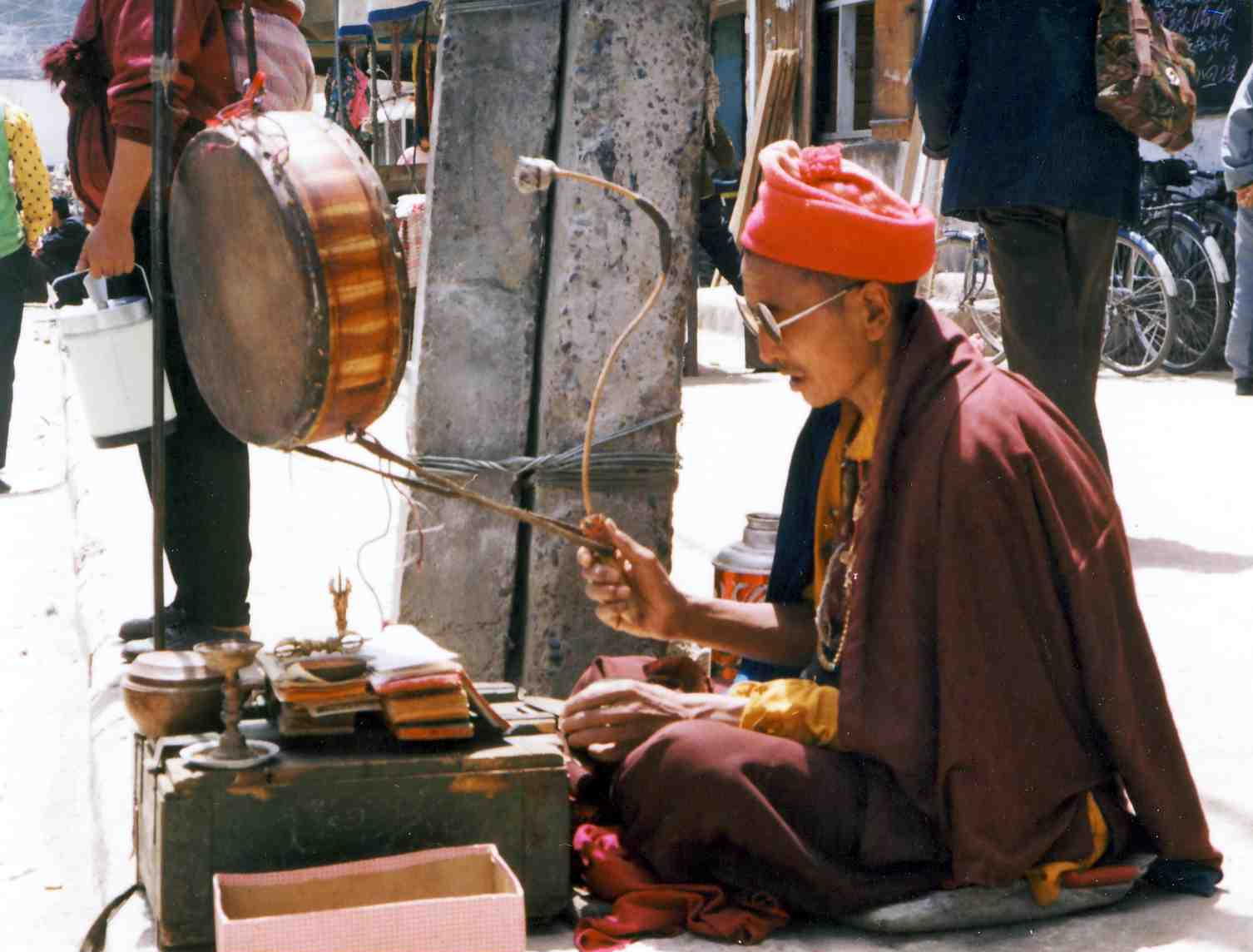
Munk i Lhasa
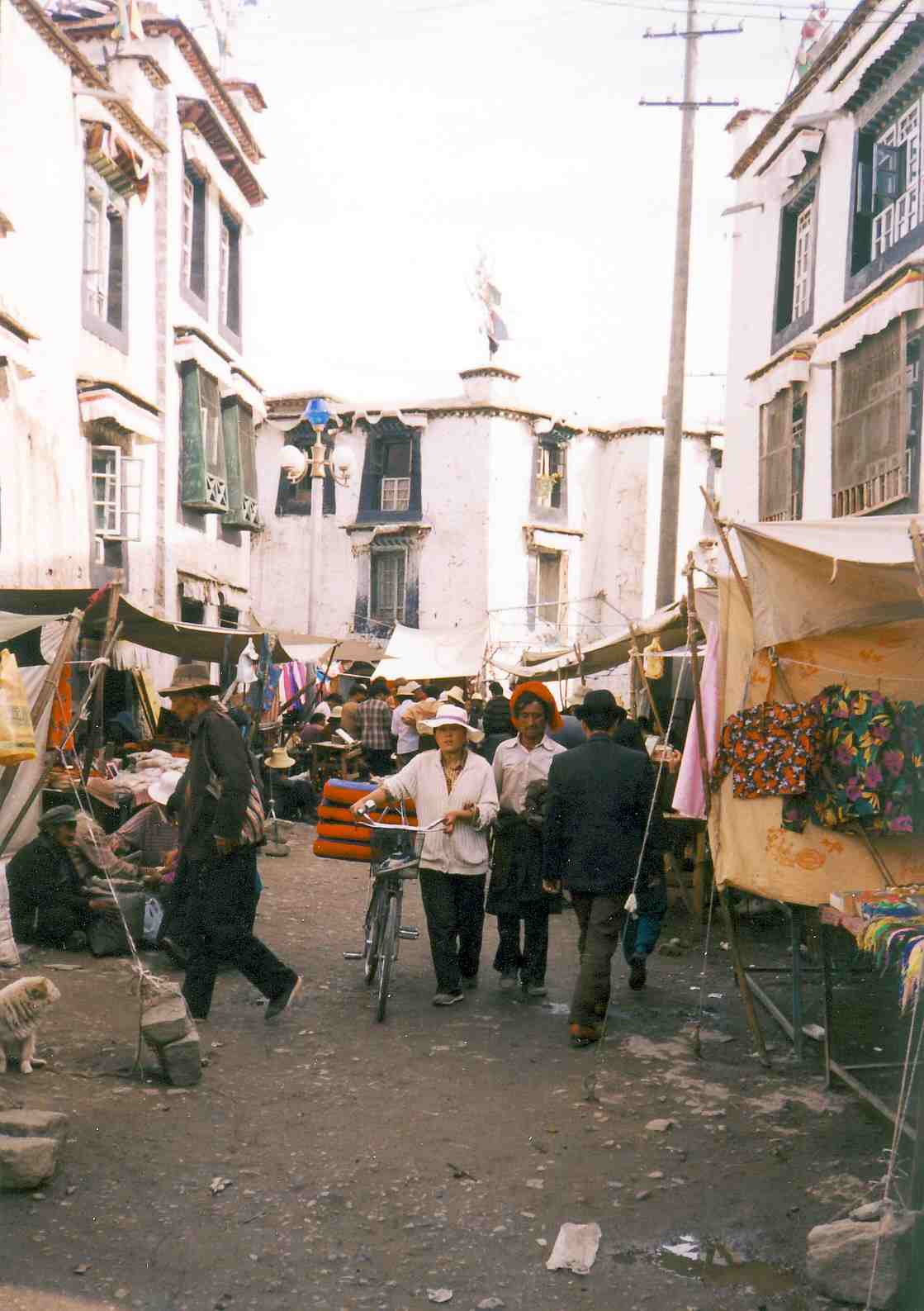
Barkhor
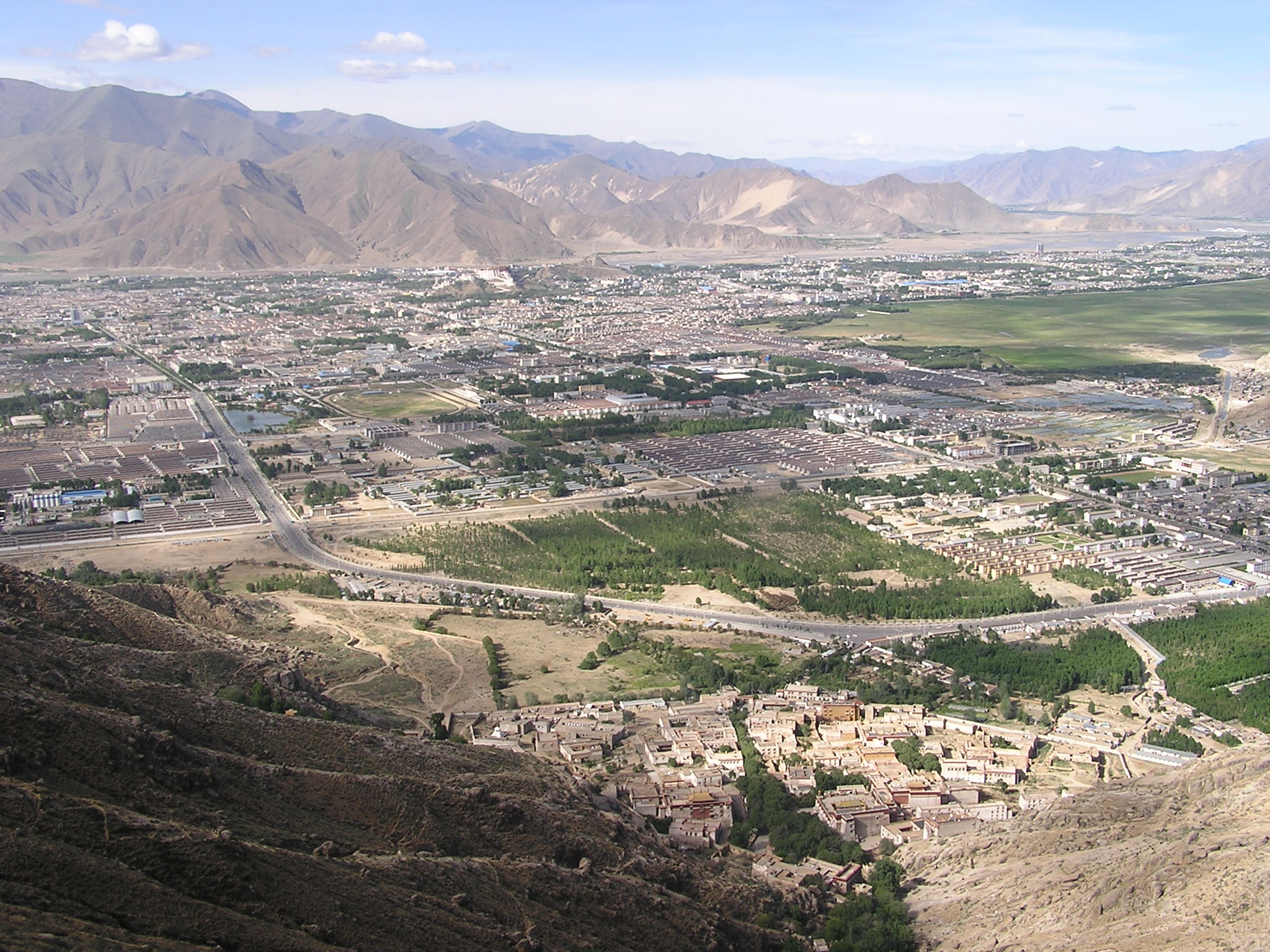
Lhasa ligger i en dalgång i Tibet.
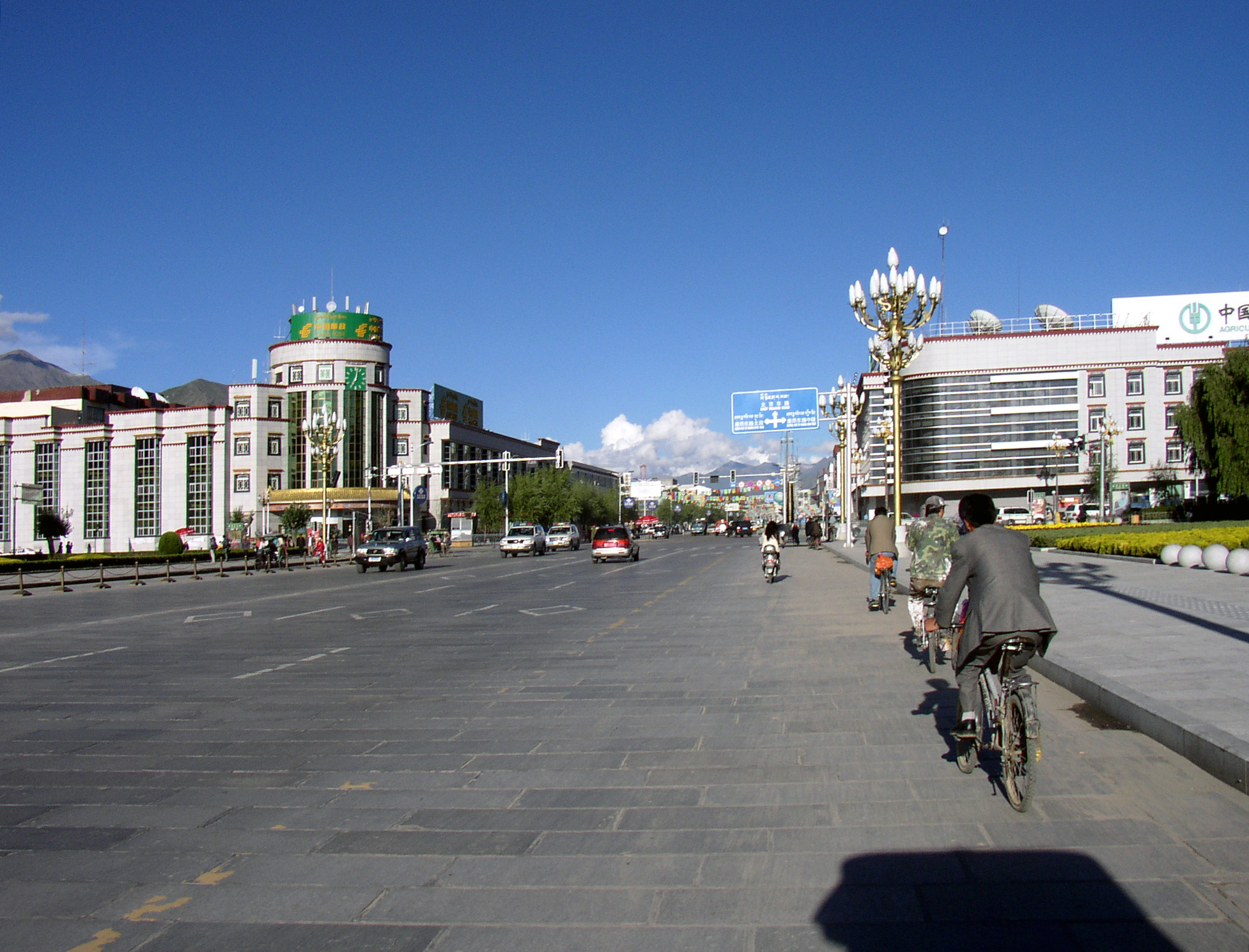
Huvudgatan.
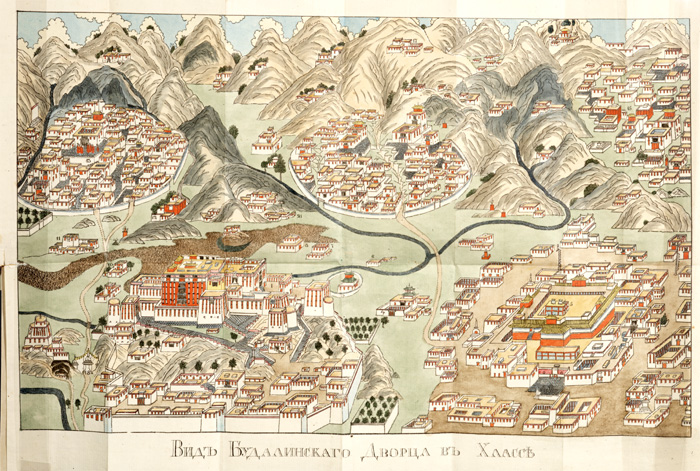
Nikita Bitjurins karta över Lhasa.